# Miss Indonesia 2022
Miss Indonesia 2022 fue la 17.ª edición de Miss Indonesia. Se llevó a cabo el 15 de septiembre de 2022 en RCTI+ Studio en Yakarta, Indonesia. Pricilia Carla Yules de Célebes Meridional coronó a Audrey Vanessa Susilo de Célebes Septentrional como su sucesora al final del evento. Audrey representará a Indonesia en Miss Mundo 2023.
La final contó con la presencia de Miss Mundo 2021, Karolina Bielawska de Polonia.

## Resultados
| Posición            | Candidata |
| ------------------- | --- |
| Miss Indonesia 2022 | - Célebes Septentrional - Audrey Vanessa Susilo § |
| Primera finalista   | - Bali - Ida Ayu Laksmi Anjali § |
| Segunda finalista   | - Java Oriental - Alyssandra Yemima Gabe Winyoto |
| Tercera finalista   | - Borneo Occidental - Angelina Aqila Suryadi |
| Cuarta finalista    | - Islas Riau - Naomy Angelica Sembiring |
| Top 15              | - Célebes Central - Jessica Jivilia Mariana Pangemanan - Islas menores de la Sonda occidentales - Alila Asher Pranita - Java Central - Angelique Tiara - Java Occidental - Gina Maheswari Syailendra § - Lampung - Shaqilla Vianta Azzana § - Molucas - Velda Devona Aipassa - Alta Papúa - Manasena Susana Gibannebit Giban § - RCE Yakarta - Jofinka Putri Bandini - Sumatra Occidental - Julia Yasmin - Sumatra Septentrional - Megan Lisandra Elmira Kilsch § |

§ Avanzaron al Top 15 por ganar desafíos (fast-track)

### Desafíos (fast-track)
Las ganadoras de los desafíos ingresaron automáticamente al Top 15 en la noche final.
| Categoría             | Candidata                                            |
| --------------------- | ---------------------------------------------------- |
| Deportes              | Java Occidental - Gina Maheswari Syailendra          |
| Arte y Fotografía     | Bali - Ida Ayu Laksmi Anjali                         |
| Redes Sociales        | Célebes Septentrional - Audrey Vanessa Susilo        |
| Talento               | Célebes Septentrional - Audrey Vanessa Susilo        |
| Modelaje              | Sumatra Septentrional - Megan Lisandra Elmira Kilsch |
| Beauty With a Purpose | Lampung - Shaqilla Vianta Azzana                     |
| Head-to-Head          | Alta Papúa - Manasena Susana Gibannebit Giban        |

### Premios especiales
| Premio                  | Candidata                               |
| ----------------------- | --------------------------------------- |
| Miss Amistad (Simpatía) | Célebes Occidental - Theysa Nohany Siku |
| Miss Favorita           | Aceh - Edlina Hurin Urba Karina         |

## Candidatas
37 candidatas compitieron por el título.
| Provincia                              | Candidata                             | Edad | Altura         | Ciudad natal/Residencia |
| -------------------------------------- | ------------------------------------- | ---- | -------------- | ----------------------- |
| Aceh                                   | Edlina Hurin Urba Karina              | 21   | 1,67 m (5′ 6″) | Gayo Lues               |
| Sumatra Occidental                     | Julia Yasmin                          | 21   | 1,72 m (5′ 8″) | Batusangkar             |
| Sumatra Septentrional                  | Megan Lisandra Elmira Kilsch          | 22   | 1,74 m (5′ 9″) | Medan                   |
| Riau                                   | Naomy Angelica Sembiring              | 20   | 1,68 m (5′ 6″) | Pekanbaru               |
| Islas Riau                             | Jessie Joy Kartini                    | 19   | 1,67 m (5′ 6″) | Batam                   |
| Jambi                                  | Michelle Huang                        | 22   | 1,68 m (5′ 6″) | Jambi                   |
| Sumatra Meridional                     | Audra Nabila Kasanopha                | 21   | 1,69 m (5′ 7″) | Palembang               |
| Bangka-Belitung                        | Maharani Devi Adzani                  | 23   | 1,67 m (5′ 6″) | Belitung                |
| Bengkulu                               | Nova Liana                            | 21   | 1,75 m (5′ 9″) | Bengkulu                |
| Lampung                                | Shaqilla Vianta Azzana                | 22   | 1,70 m (5′ 7″) | Bandar Lampung          |
| Región Capital Especial de Yakarta     | Jofinka Putri Bandini                 | 22   | 1,70 m (5′ 7″) | Yakarta                 |
| Bantén                                 | Diva Andzani                          | 21   | 1,73 m (5′ 8″) | Tangerang               |
| Java Occidental                        | Gina Maheswari Syailendra             | 21   | 1,67 m (5′ 6″) | Bandung                 |
| Java Central                           | Angelique Tiara                       | 23   | 1,72 m (5′ 8″) | Semarang                |
| Región Especial de Yogyakarta          | Regita Fauziyyah Luxcyanti            | 22   | 1,70 m (5′ 7″) | Sleman                  |
| Java Oriental                          | Alyssandra Yemima Gabe Winyoto        | 22   | 1,73 m (5′ 8″) | Malang                  |
| Bali                                   | Ida Ayu Laksmi Anjali                 | 22   | 1,71 m (5′ 7″) | Gianyar                 |
| Islas menores de la Sonda occidentales | Alila Asher Pranita                   | 23   | 1,70 m (5′ 7″) | Mataram                 |
| Islas menores de la Sonda orientales   | María Magdalena Yolanda Mau           | 20   | 1,67 m (5′ 6″) | Belu                    |
| Borneo Occidental                      | Angelina Aqila Suryadi                | 20   | 1,70 m (5′ 7″) | Pontianak               |
| Borneo Meridional                      | Mercien Grace Gui                     | 24   | 1,68 m (5′ 6″) | South Hulu Sungai       |
| Borneo Central                         | Dara Natania Han                      | 21   | 1,68 m (5′ 6″) | Palangkaraya            |
| Borneo Oriental                        | Tabitha Vivi Wijayanti                | 19   | 1,68 m (5′ 6″) | Samarinda               |
| Borneo Septentrional                   | Cellica Tcah                          | 23   | 1,68 m (5′ 6″) | Tarakan                 |
| Célebes Meridional                     | Nanda Aprianti Arief                  | 20   | 1,68 m (5′ 6″) | Makassar                |
| Célebes Occidental                     | Theysa Nohany Siku                    | 21   | 1,65 m (5′ 5″) | Mamasa                  |
| Célebes Suroriental                    | Kenisa Chelsi Darmawan                | 21   | 1,72 m (5′ 8″) | Kendari                 |
| Célebes Central                        | Jessica Jivilia Mariana               | 23   | 1,70 m (5′ 7″) | Palu                    |
| Gorontalo                              | Yashafa Rachel Azzahra                | 22   | 1,73 m (5′ 8″) | Gorontalo               |
| Célebes Septentrional                  | Audrey Vanessa Susilo                 | 22   | 1,68 m (5′ 6″) | Manado                  |
| Molucas                                | Velda Devona Aipassa                  | 22   | 1,67 m (5′ 6″) | Saparua                 |
| Molucas septentrionales                | Aurelia Vanessa                       | 22   | 1,67 m (5′ 6″) | Ternate                 |
| Papúa Occidental                       | Vezhia Juliet Eddy                    | 21   | 1,73 m (5′ 8″) | Jayapura                |
| Papúa                                  | Christina Agnes Jaflean               | 21   | 1,72 m (5′ 8″) | Jayapura                |
| Papúa Central                          | Chatharine Aprilia Rahaded            | 22   | 1,73 m (5′ 8″) | Timika                  |
| Alta Papúa                             | Manasena Susana Gibannebit Giban      | 22   | 1,71 m (5′ 7″) | Wamena                  |
| Papúa Meridional                       | Elisabeth Valentine Jose Emilia Gebze | 18   | 1,68 m (5′ 6″) | Merauke                 |